# Antonio Caetani (1360–1412)
Antonio Caetani (ur. 1360 – zm. 11 stycznia 1412) – włoski kardynał okresu wielkiej schizmy, patriarcha Akwilei.

## Życiorys
Pochodził z rodziny hrabiów Fondi. W styczniu 1395 został wybrany patriarchą Akwilei. Rezydował w Rzymie i prawdopodobnie nigdy nie odwiedził swojej stolicy patriarchalnej. W lutym 1402 zrezygnował ze stanowiska patriarchy i otrzymał z rąk "rzymskiego" papieża Bonifacego IX nominację na kardynała-prezbitera tytułu Santa Ceciliae trans Tiberim. Uczestniczył w konklawe 1404 i konklawe 1406. W 1405 papież Innocenty VII mianował go wielkim penitencjariuszem, archiprezbiterem bazyliki laterańskiej i kardynałem-biskupem Palestriny. W 1409 porzucił "rzymską" obediencję Grzegorza XII i przyłączył się do Soboru w Pizie. Wybrany na tym soborze antypapież Aleksander V mianował go kardynałem-biskupem Porto e Santa Rufina. Administrator diecezji Fiesole 1409-1411. Zmarł w Rzymie.